# Dynamical Systems
Dynamical Systems is een internationaal, aan collegiale toetsing onderworpen wetenschappelijk tijdschrift op het gebied van de
toegepaste wiskunde en de mechanica.
Het tijdschrift is opgericht in 1986.
Het wordt uitgegeven door Taylor & Francis en verschijnt vier keer per jaar.